# 다방구
다방구는 대한민국의 어린이 놀이로 술래잡기 놀이의 하나이다.
부산은 "다망구" 로 쓰기도 한다

## 놀이 방법
- 진(전봇대, 나무나 기둥 등)을 지정한 뒤에 가위바위보로 술래를 정하고, 나머지는 모두 달아나서 숨는다. 술래가 숫자를 세어 10~15초가 끝나면, 흩어진 사람들을 찾아내서 붙잡는데, 이때 술래에게 조금이라도 몸이 닿으면 *진에 줄을 서야 한다. 여러 사람이 잡히면 먼저 잡힌 사람의 손이나 어깨를 잡고 있는다. 술래에 잡힌 사람들이 *진에서 한손씩 잡고 최대한 길게 뻗어 같은편을 기다리는데, 술래에 잡히지 않은 사람이 맞잡은 손을 끈어주는 지점까지 풀려나며, 만약 술래를 피해 *진에 손을 대거나 건드리며 동시에 "다망구 또는 다방구"를 외치면 모두 풀려난다. 술래는 보통 2인으로 1명은 *진을 지키며(모두 풀려나가는걸 방지하기 위해) 나머지 1명은 숨은 사람들을 찾는다. 마지막 남은 사람이 술래를 피해 "다망구 또는 다방구"를 했을 때 그 진정한 재미를 느낄 수 있다. 그렇지 않고 모두 잡히면 술래를 맡은 사람을 제외한 나머지 사람들끼리 다시 편을 짜서 새 술래를 정한다.

술래 그룹은 전체 놀이 인원에 비례하여 정한다.